# 515 Athalia
515 Athalia este o planetă minoră (asteroid), cu un diametru de 41,19 km, din centura de asteroizi. A fost descoperită pe 20 septembrie 1903 la Observatorul Königstuhl de Max Wolf și a fost numită după Atalia. 
Obiectul prezintă o orbită caracterizată de o semiaxă mare de 3,1185727417983 UAi, o excentricitate de 0,17710723962789, o înclinație de 2,032 ° în raport cu ecliptica.